# Bégadan
Bégadan es una comuna francesa, situada en el departamento de la Gironda, en la región de Aquitania en el suroeste de Francia. 

## Geografía
Comuna situada en el Médoc. Produce vino de la AOC Médoc.

## Demografía
| 850 | 932 | 846 | 832 | 913 | 877 |
| Para los censos de 1962 a 1999 la población legal corresponde a la población sin duplicidades (Fuente: INSEE [Consultar]) |     |     |     |     |     |

## Lugares y monumentos
- La Torre de By.
- Abadía del siglo XI.